# أنطونيو كوريا (لاعب كرة قدم)
أنطونيو كوريا (22 أكتوبر 1983 - ) هو لاعب كرة قدم أنغولي في مركز الهجوم. لعب مع أياكس كيب تاون وإنتر توركو ونادي بريميرو دي أغوستو ونادي هيرنفين.

## وصلات خارجية
- أنطونيو كوريا على موقع قاعدة بيانات كرة القدم.إي يو (الإنجليزية)